# Tel épis qui croyait prendre
Pour plus de détails, voir Fiche technique et Distribution.
Tel épis qui croyait prendre ou Corbeau contre Canardo (Chili Corn Corny) est un court métrage américain Looney Tunes de 1965 réalisé par Robert McKimson, mettant en scène Speedy Gonzales contre Daffy Duck.